# Tuy Phân
Tuy Phân (giản thể: 绥芬河; phồn thể: 綏芬河; bính âm: Suífēn Hé) hay Razdolnaya (tiếng Nga: Раздольная) là một sông tại Trung Quốc và Nga. Suifen là từ tiếng Mãn có nghĩa là "dùi", đề cập đến hình dáng của loài ốc sên Oncomelania.
Khởi nguồn của sông Tuy Phân nằm ở điểm hợp lưu giữa sông Tiểu Tuy Phân và sông Đại Tuy Phân tại tỉnh Hắc Long Giang.
Thành phố Tuy Phân Hà được đặt theo tên tiếng Hán của sông. Sau đó, sông Tuy Phân chảy qua Vùng đất thấp Khanka vào vịnh Amur.
Sông có chiều dài 242 km (tại Nga là - 191 km), diện tích lưi vực là 16.830 km².
Các chi lưu chính của sông Tuy Phân là sông Granitnaya (99 km), sông Borisovka (86 km) và sông Rakovka (76 km). Ussuriysk được thành lập vào năm 1866 tại nơi hợp lưu của Tuy Phân và sông Rakovka.